# دارخزک پهلوزنگاری
دارخزک پهلوزنگاری (نام علمی: Certhia nipalensis) نام یک گونه از سرده دارخزک‌ها است.